# ダイハツ・タフト
タフト (TAFT) は、ダイハツ工業が生産・販売するクロスオーバーSUV (CUV) タイプの軽自動車（3代目）及び、過去に生産・販売していたジープ（ヘビーデューティー）タイプの小型商用車（初代、2代目）である。

## 概要
タフト登場以前の四輪駆動車市場には、トヨタ・ランドクルーザー、日産・パトロール、三菱・ジープといった普通車と、軽自動車のスズキ・ジムニーがあり、その中間を埋める車種として1974年（昭和49年）に発売した。
1998年（平成10年）改定の軽規格より若干小さいボディサイズに、ラダーフレームと4輪リーフリジッドアクスルのサスペンションとシャシを備えた本格的オフロード車である。
エンジンは当初排気量1,000 ccのガソリンエンジンのみであったが、後に自社製の2.500 ccディーゼルエンジンと、トヨタとの業務提携により、トヨタ製1,600 ccガソリンエンジンを追加、最終モデルはディーゼルエンジンの排気量が2,800 ccまで拡大された。
軽いボディと相まってトルクフルな走りをみせた。トランスミッションはフロアシフトの4速MTのみ。トランスファーは副変速機付で、リアセンタースルータイプのパートタイム4WDである。
ホイールベースは1種類、ボディは2ドアのみで、幌タイプに鉄板ドアと幌ドアの2タイプ、バンタイプ、後にFRPのハードトップを装備したレジントップが加わった。海外向けにはピックアップトラックもあった。
1980年（昭和55年）にトヨタ自動車にブリザードの名前でOEM供給を開始。OEMではあるがエンジンの設定が異なり、ブリザードは2.2 Lのトヨタ製L型ディーゼルのみで、ガソリンエンジンやダイハツ製エンジンは無い。
1984年（昭和59年）にフルモデルチェンジし、日本国内向けは車名がラガーに変更される。海外向けは、インドネシアなどアジアはタフトを継続使用、欧州はロッキーへ変更、英国はフォートラックを継続使用。
2020年（令和2年）に開催された東京オートサロン2020内で発表された軽クロスオーバーSUVのコンセプトモデルの名称としてタフトの名前が復活。その後、同年6月10日から販売が開始された。

## 初代 F10/20/50/60型（1974年 - 1984年）

### 年表
- 1974年（昭和49年）8月 - 発売開始。エンジンはFE型 1,000 cc、ドライブトレインは4速マニュアルトランスミッション+2速副変速機付きトランスファーによるパートタイム式四輪駆動[2]。
- 1976年（昭和51年）9月 - 最初のマイナーチェンジ。トヨタ製12R-J型1,600 ccガソリンエンジンを搭載した「タフト・グラン」追加[2]。リアオーバーハングが若干延長され、全長が3,485 mmに変更。
- 1978年（昭和53年）9月 - 2度目のマイナーチェンジ。フロント周りのデザインを一新。1,000 ccガソリン車が廃止され、2トン積みトラックのデルタ2000に搭載されていたDG型2,500 ccディーゼルエンジンを新たに設定。[3]。
- 1981年（昭和56年）10月 - 取り外し式サンルーフ付きのレジントップ追加。日本国内向けはガソリンエンジンが廃止され、ディーゼルのみに。
- 1982年（昭和57年）11月 - 3度目のマイナーチェンジ。ディーゼルエンジンを2,500 ccからDL型2,800 ccへ変更[4]。フロントグリルが樹脂製の一体成型となる。
- 1984年（昭和59年）4月 - フルモデルチェンジ。先述の通り、日本国内向けはラガー、欧州向けはロッキーに車名を変更[2]。

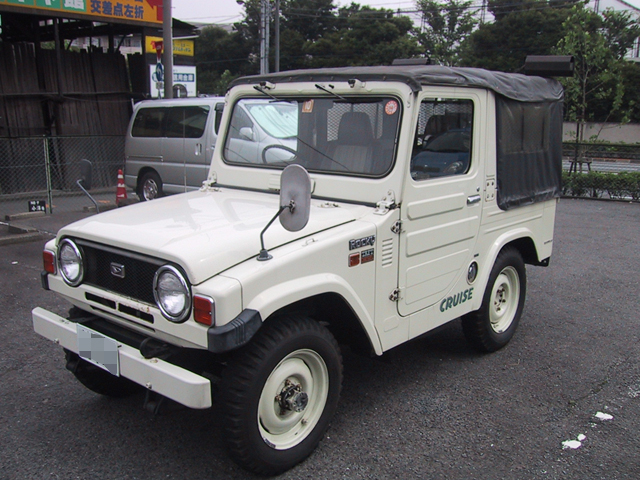
ソフトトップ
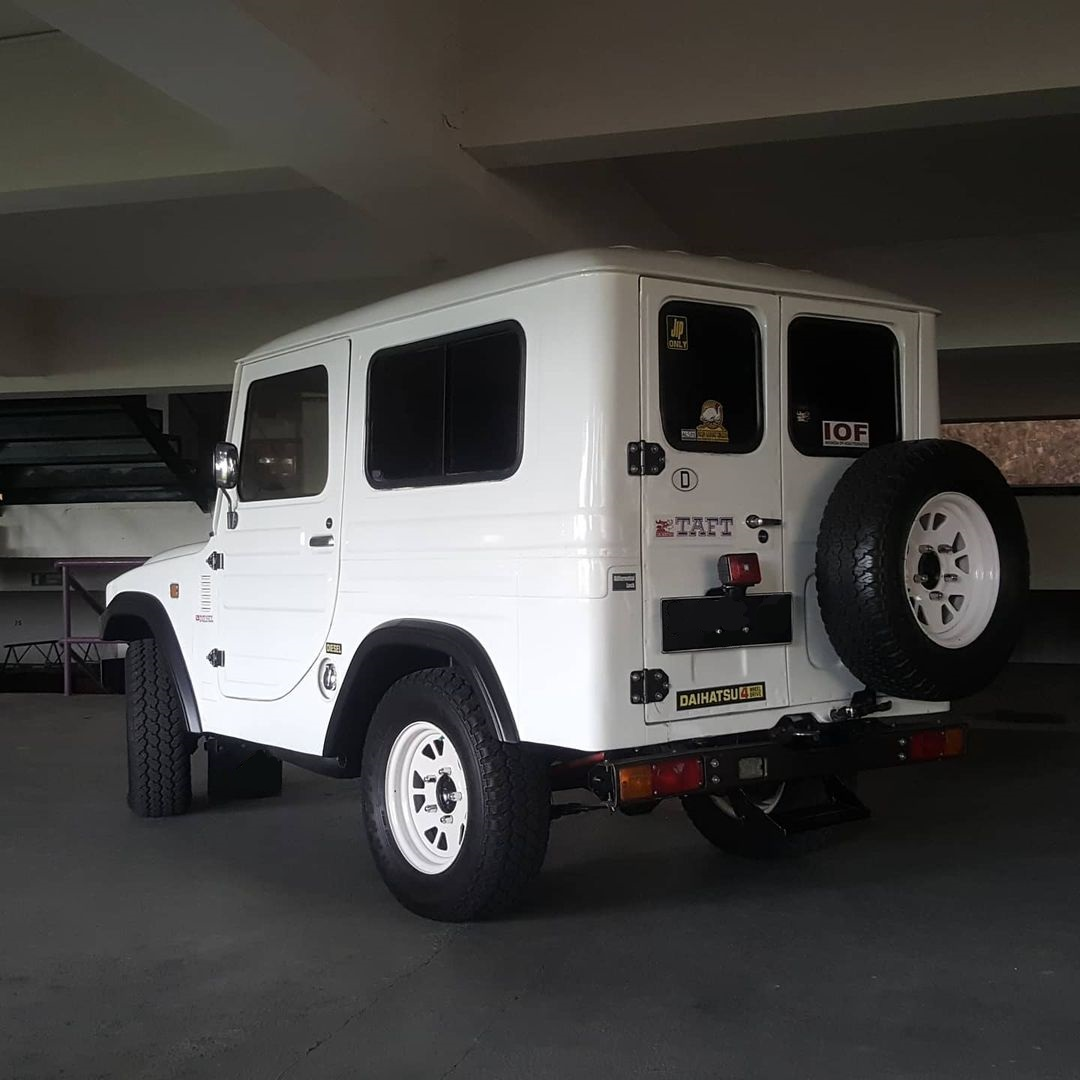
ハードトップ
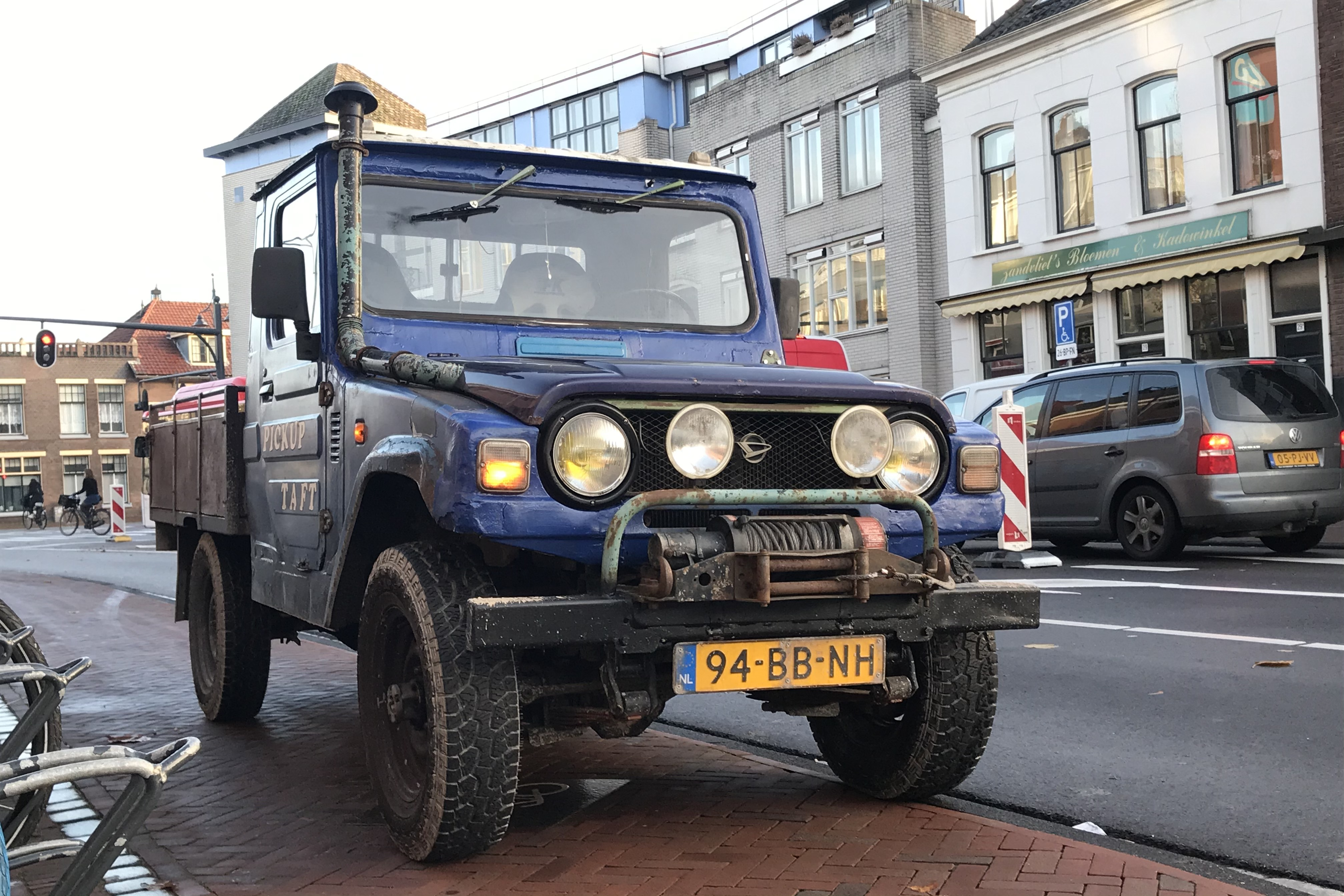
ピックアップトラック
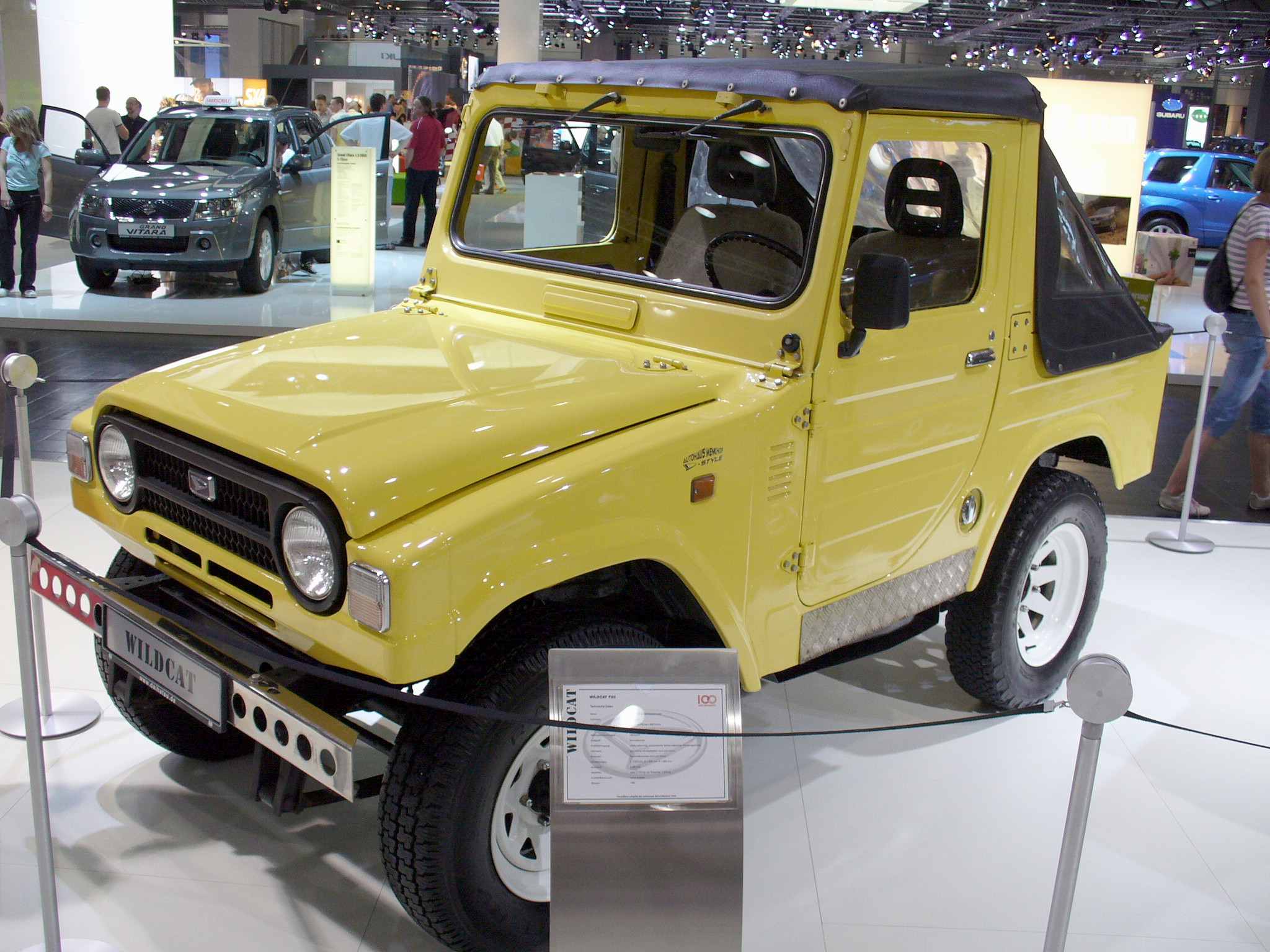
ダイハツ・ワイルドキャット

## 2代目 F7#型（1984年 - 2007年）
1984年、インドネシアにて発売。
| ダイハツ・タフト（2代目） |  | ダイハツ・タフト（2代目） |
| ダイハツ・タフト（2代目） |  |                           |

## 3代目 LA900S/LA910S型（2020年 - ）

### 年表
- 2019年（令和元年）10月24日 - 第46回東京モーターショーにコンセプトカー「WakuWaku（ワクワク）」を参考出品[5]。
- 2020年（令和2年）
  - 1月10日 - 東京オートサロン2020にて「WakuWaku」をベースにした市販化に向けたコンセプトカー「TAFTコンセプト」を世界初出展[6]。"TAFT"の名は約36年ぶりの復活となる。初代がジープタイプの商用車であったのに対し、2代目はクロスオーバーSUVで、軽自動車規格の乗用車となる。
  - 4月1日 - 発売を6月予定とアナウンスし、先行予約を開始したことを発表[7]。
  - 4月20日 - 関連情報をホームページに追加公開したことを発表した[8]。
  - 6月10日 - 公式発表され、発売が開始された[9]。キャッチフレーズは「ジブン、オープン。青空SUV」で、CMキャラクターは中川大志、キャラクター「タフトン」の声は千鳥の大悟が、ナレーションをノブがそれぞれ担当。CMソングはflumpoolの「NEW DAY DREAMER」。

外観はスクエアボディとしており、水平基調をベースに分厚いボディ、薄いキャビン、太いセンターピラーで構成される。ヘッドランプやリアコンビネーションランプもスクエア形状で、ヘッドランプはフルLED仕様となる。2つのガーニッシュ（フード・バックドア）で構成された「メッキパック」や「ダークメッキパック」がディーラーオプションとして設定される[注釈 1]。ボディカラーは「アースカラー」と呼ばれるレイクブルーメタリック、フォレストカーキメタリック、サンドベージュメタリックの3色を含む9色を設定。2代目ロッキー設定色であるコンパーノレッド（メーカーオプション）やレモンスカッシュクリスタルメタリック、スプラッシュブルーメタリック、ブラックマイカメタリックの4色に関してはグレード別設定となる。内装はブラックを基調に、オレンジの差し色[注釈 2]を配し、シートはカモフラージュ柄とした。一部グレードはメーカーオプションで「スタイルパック」を設定し、ブラック塗装の樹脂パーツ（ドアミラーとドアハンドル）とガンメタリック塗装のアルミホイールを組み合わせた「ブラックパック」、ドアアウターハンドルをメッキ、アルミホイールをシルバー塗装とした「クロムパック」、ドアミラーカバー・ドアアウターハンドル・スチールホイールをホワイト塗装とした「ホワイトパック」の3種類が設定される。
全車が標準装備する前席上の大型ガラスルーフ「スカイフィールトップ」は、スーパーUV&IRカットガラスを採用し、開閉式のシェードを備える。リアシートに前後スライド機能はないが、前倒する際にシートバックと荷室が段差なくつながり、小物が落下するドアとの隙間も無くした完全なフラットスペースが現われる。荷室の床は取り外し式のフレキシブルボードと呼ばれ、この使い方を変えることで背が高いものや大きなものも積載可能となる。リアシートバックボードとデッキボード表面には立体形状パターンが施される。
「DNGA[注釈 3]」によるプラットフォームや軽量高剛性ボディ「Dモノコック」も採用。
外径サイズがFF（前輪駆動）軽乗用車最大となる165/65R15の大径タイヤ（外径約595 mm）を採用し、最低地上高を高めの190 mmに設定、アプローチアングルを27°、ディパーチャーアングルを58°とした。トランスミッションは、ターボ車はベルト式に高速域用のスプリットギアを追加した同社独自のD-CVT、自然吸気車は重量とコストを考慮して副変速機付きベルト式CVTとなっている[10]。4WDシステムはFFベースの軽自動車で一般的な、後輪への駆動力をロータリーブレードカップリングで制御するスタンバイ式である。ぬかるんだ道や凹凸の多い路面でタイヤが空転したとき、空転した車輪に個別でブレーキを掛けて空転を抑制し、グリップしている他の車輪に駆動力を伝えることで発進や加速をサポートする「グリップサポート制御」が採用され、悪路操作性にも対応した。同社のキャストにも搭載されていたが、この機能は従来4WDモデルのみの装備であった。しかし、タフトではFFを含む全車に標準装備となった。
予防安全機能「スマートアシスト」は強化され、約3年半ぶりに一新された。新型のステレオカメラを採用し、衝突回避支援ブレーキ機能の対応速度を引き上げるとともに、夜間の歩行者検知に対応。路側逸脱警報機能やふらつき警報機能の追加、標識認識に最高速度と一時停止を追加したほか、全車速追従機能付ACC（アダプティブクルーズコントロール）に停車保持機能が追加された。
ダイハツ車で初の電動パーキングブレーキが全車に標準装備されており、センターコンソールトレイ手前にあるスイッチの操作やセレクトレバーをPレンジにする[注釈 4]ことでパーキングブレーキが作動し、アクセルペダルを踏むと自動的に解除される。「HOLD」スイッチを押し、システムONの状態にすることで渋滞や信号待ちでブレーキを踏んで停車している時にブレーキペダルから足を離してもブレーキを保持するオートブレーキホールド機能も備えている。
「つないでサポート」・「見えるドライブ」・「見えるマイカー」・「つないでケア」で構成された「ダイハツコネクトサービス」、車内Wi-Fiサービス「ダイハツWi-Fi」、スマホアプリ連携の3つのサービスで構成された「ダイハツコネクト」に対応[注釈 5]。メーカーオプションのスマホ連携ディスプレイオーディオは9インチに加え、TV機能（フルセグ＋ワンセグ）非搭載の6.8インチも設定され、Apple CarPlayに加えてAndroid Autoにも対応した。
全車WLTCモードによる排出ガスや燃料消費率に対応（2WD車はJC08モードによる燃料消費率も併記）しており、NA車は「平成30年排出ガス基準75%低減レベル（☆☆☆☆☆）」、ターボ車は「同50%低減レベル（☆☆☆☆）」認定を取得。2WD車はNA車・ターボ車問わず2020年度燃費基準を達成している。
グレード体系は「X」「G」「Gターボ」の3グレードで、「X」はUVカットガラス（フロントドア）、マルチインフォメーションディスプレイ、AHB（オートハイビーム）、15インチスチールホイール（ブラック塗装・センターキャップ付）などを装備した普及グレード。「G」はルーフレール、LEDフォグランプ、運転席/助手席シートヒーター、タコメーター、リバース連動リアワイパー、ウェルカムドアロック解除[注釈 6]、D assist切替ステアリングスイッチ、15インチアルミホイールなどが追加され、フロントドアガラスがスーパーUV&IRカットに、ステアリングホイール（メッキオーナメント・シルバー加飾付）が革巻に、インパネセンターシフトが本革（メッキボタン/メッキ加飾付）に、マルチインフォメーションディスプレイがTFTカラーに、AHBがADB（アダプティブドライビングビーム）にグレードアップした上級グレード。「Gターボ」はパックオプションの「スマートクルーズパック」が標準装備となり、15インチアルミホイールをガンメタリック塗装としたターボエンジン及び「D-CVT」搭載の最上級グレードとなる。
  - 7月10日 - 発売後1か月の累計受注台数が月販目標台数4,000台の4.5倍となる約18,000台となった[11]。
- 2021年（令和3年）5月10日 - 一部改良並びに特別仕様車「クロム ベンチャー」を発売[12]。

一部改良では、新グレードの「Xターボ」が追加設定され、ターボ車のバリエーションが拡充された。特別仕様車「クロム ベンチャー」は、「G」・「Gターボ」をベースに、外観はフードとバックドアのガーニッシュ、ドアアウターハンドルにメッキが施され、シルバーアンダーガーニッシュ（フロント・リア）を装備。内装はインテリアアクセントをダークシルバー、フロントセパレートシートのステッチをシルバーとし、「Gターボ"クロム ベンチャー"」はアルミホイールを「G」と同じシルバー塗装に変更した。
CMキャラクターは結木滉星、CMソングはYOASOBIの「あの夢をなぞって」に変更。
- 2022年（令和4年）
  - 7月27日 - 秋期発売予定の特別仕様車「ダーククロム ベンチャー」の情報を公開し、先行受注を開始したことを発表。カタロググレードや既存の特別仕様車「クロム ベンチャー」も同時期に改良を行うことが予告された[14]。
  - 9月21日 - 予告されていた一部改良並びに特別仕様車「ダーククロム ベンチャー」を発表、同日より発売された[15]。

一部改良では、ボディカラーのラインナップが変更され、全車に設定のブライトシルバーメタリックをクロムグレーメタリックに、「G」・「Gターボ」は専用色であるレモンスカッシュクリスタルメタリックとスプラッシュブルーメタリックをセラミックグリーンメタリックとレーザーブルークリスタルシャイン（メーカーオプション）にそれぞれ入れ替えた。また、音声認識機能やApple CarPlayのワイヤレス接続にも対応した9インチスマホ連携ディスプレイオーディオをメーカーオプションに追加。エンジン制御の最適化によって燃料消費率が向上されたことで、4WD車もNA車・ターボ車を問わず2020年度燃費基準を達成し、2030年度燃費基準に関しても全車「75%達成」に向上された。ただし、NA車は排出ガス性能がターボ車と同じ「平成30年排出ガス基準50%低減レベル（☆☆☆☆）」へ低下された。
特別仕様車「ダーククロム ベンチャー」は「G」・「Gターボ」をベースに、外観はフードとバックドアのガーニッシュをダークブラックメッキ、カラードドアミラーとドアアウターハンドルをブラックマイカメタリック塗装とし、ガンメタリックアンダーガーニッシュ（フロント・リア）を装備。「G"ダーククロム ベンチャー"」はアルミホイールを「Gターボ」と同じガンメタリック塗装とした。内装はフロントセパレートシートのステッチ色をシルバーに、インテリアアクセントをダークシルバー加飾にそれぞれ変更した。なお、2021年5月発売の「クロム ベンチャー」も一部改良を受けて継続販売される。
- 2023年（令和5年）
  - 1月24日 - 半導体不足やコロナ禍に伴う部品供給不足に対応するためアイドリングストップ (eco IDLE) レス仕様の追加設定を発表（4月11日発売）[16]。カタログ全グレード及び特別仕様車「クロム ベンチャー」・「ダーククロム ベンチャー」に設定され、アイドリングストップ付き仕様に比べて一律3.3万円割安となる[17]。燃費性能はNA・2WD車は2030年度燃費基準70%達成、NA・4WD車とターボ車は同65%達成となる[18]。
  - 12月20日（補足） - 不正問題の調査で対象がこれまで判明していた6車種から当車種を含めたほぼ全ての車種に拡大し、国内外の全ての車種の出荷を停止した[19]。
- 2024年（令和6年）
  - 3月29日（補足） - 国土交通省がコペン（トヨタ自動車向けの「GR SPORT」を含む）と共に出荷停止の指示を解除したことを発表。同年5月6日に生産が再開された[20]。
  - 11月21日 - 一部仕様変更[21]。安全性能が向上されたほか、原材料価格の高騰などの影響によりメーカー希望小売価格が改定され、グレードにより6.6万円から12.1万円（10%の消費税込）値上げされた。なお、特別仕様車の「クロム ベンチャー」や「ダーククロム ベンチャー」も一部仕様変更を受けて継続販売される。

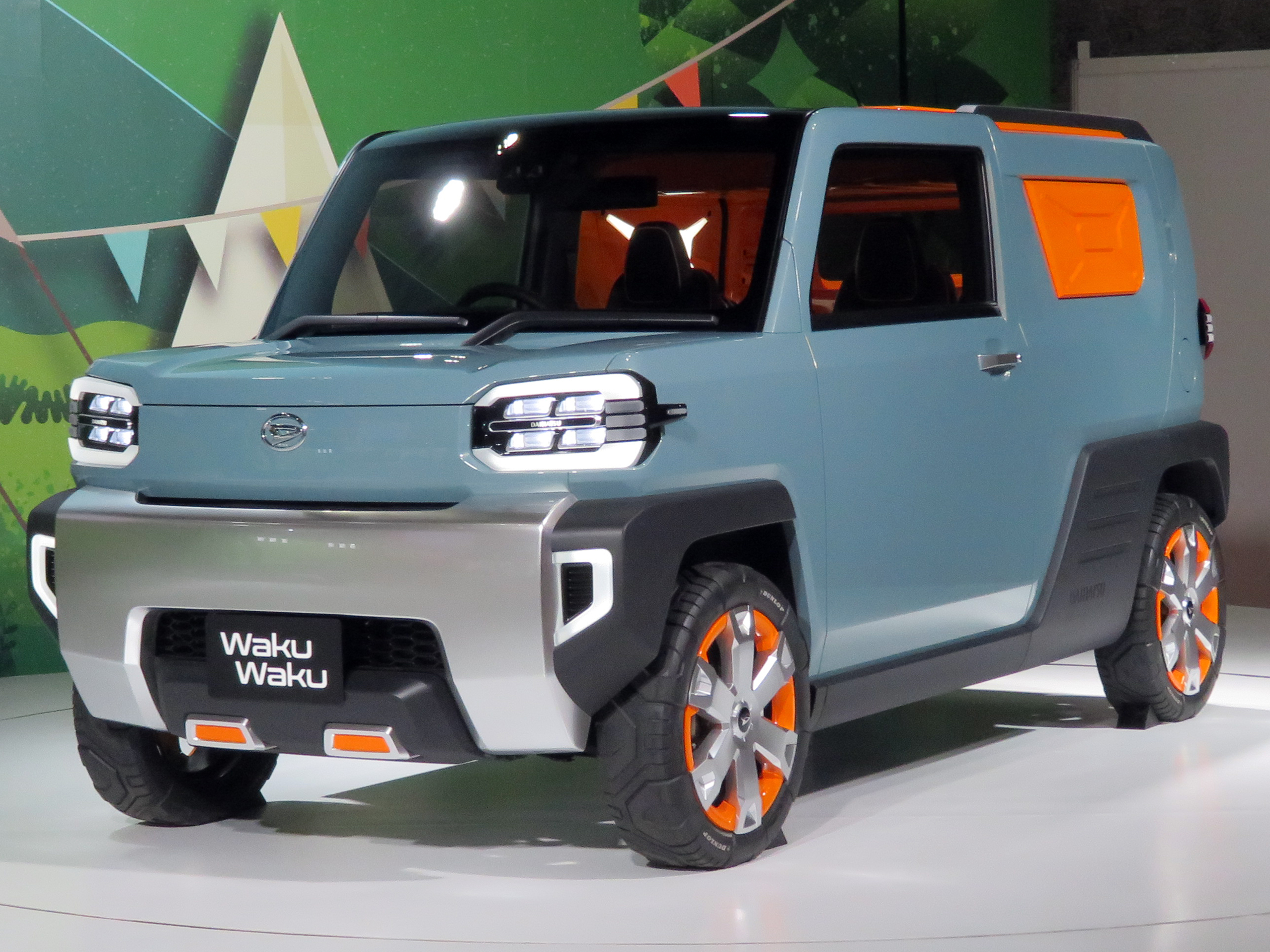
WakuWaku（フロント）
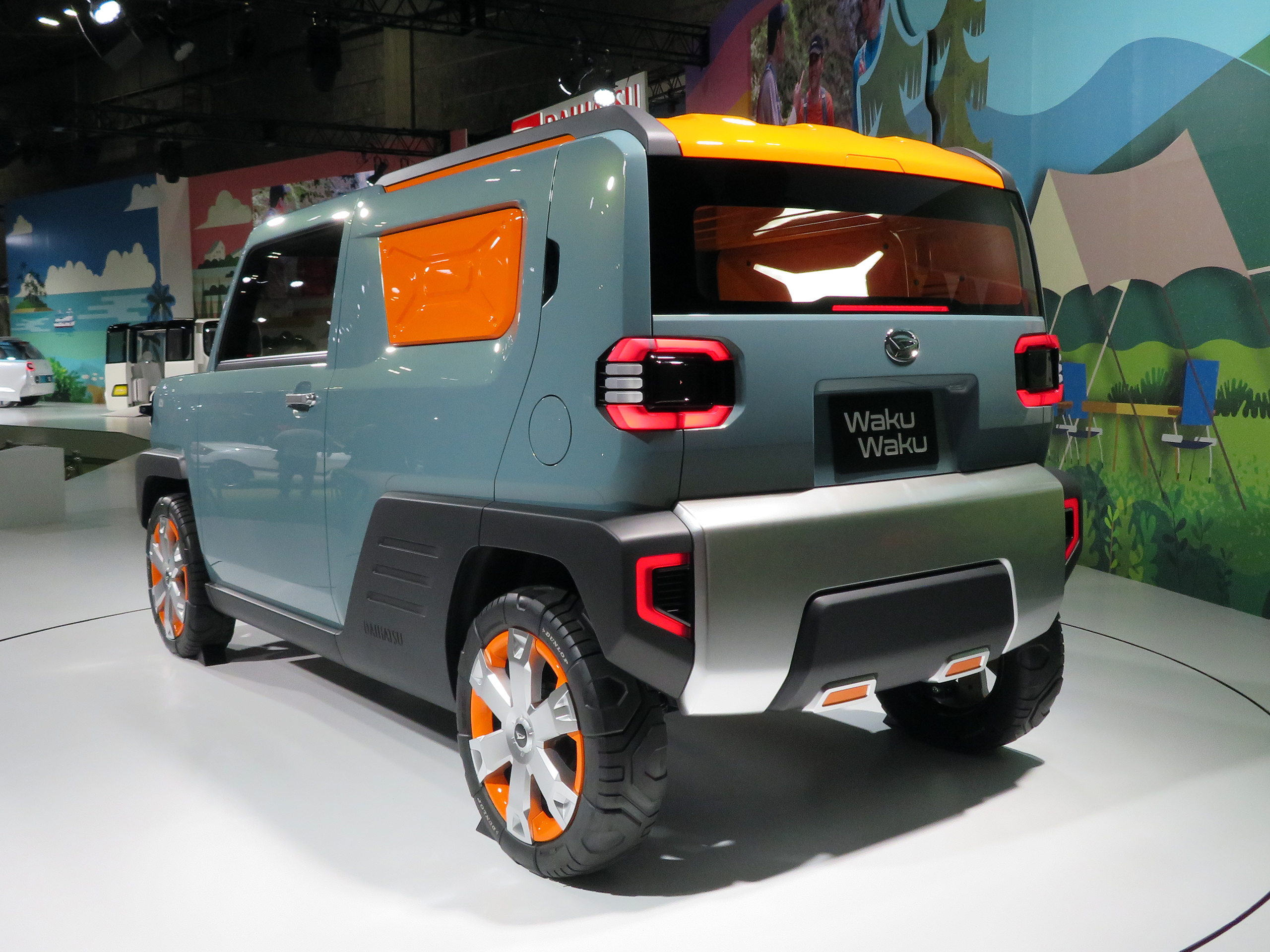
WakuWaku（リア）
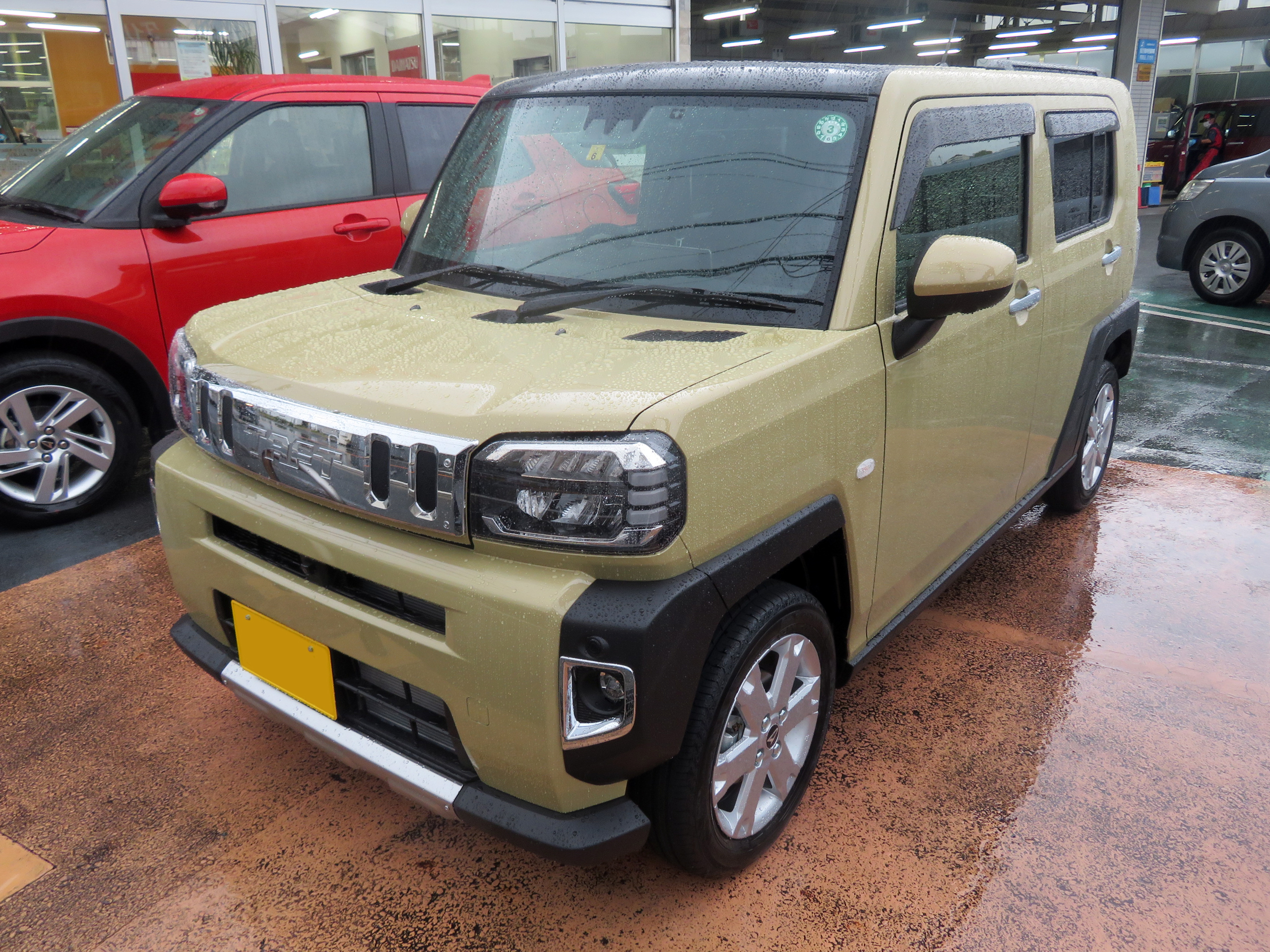
G メッキパック装着車 （フロント）
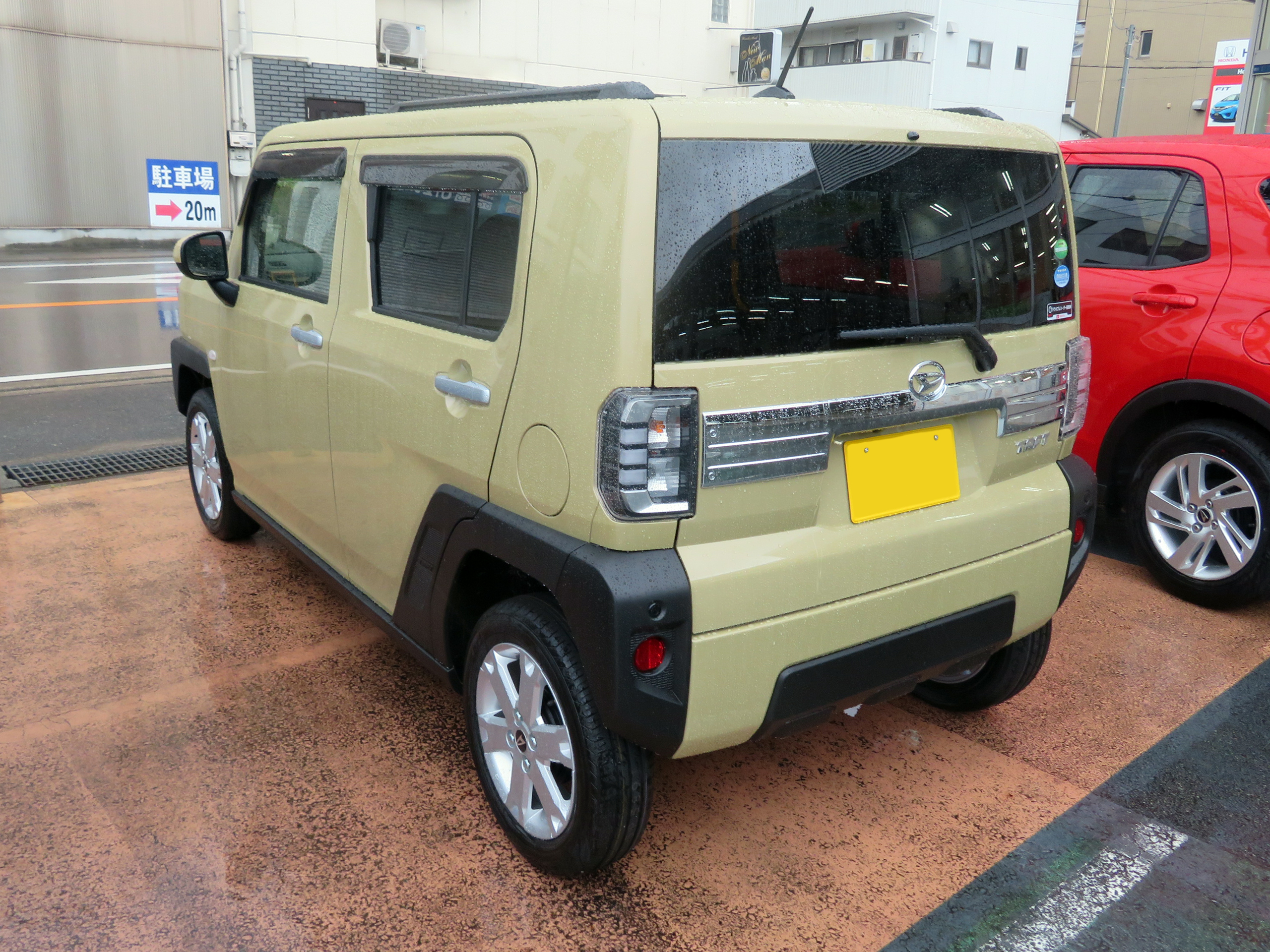
G メッキパック装着車 （リア）
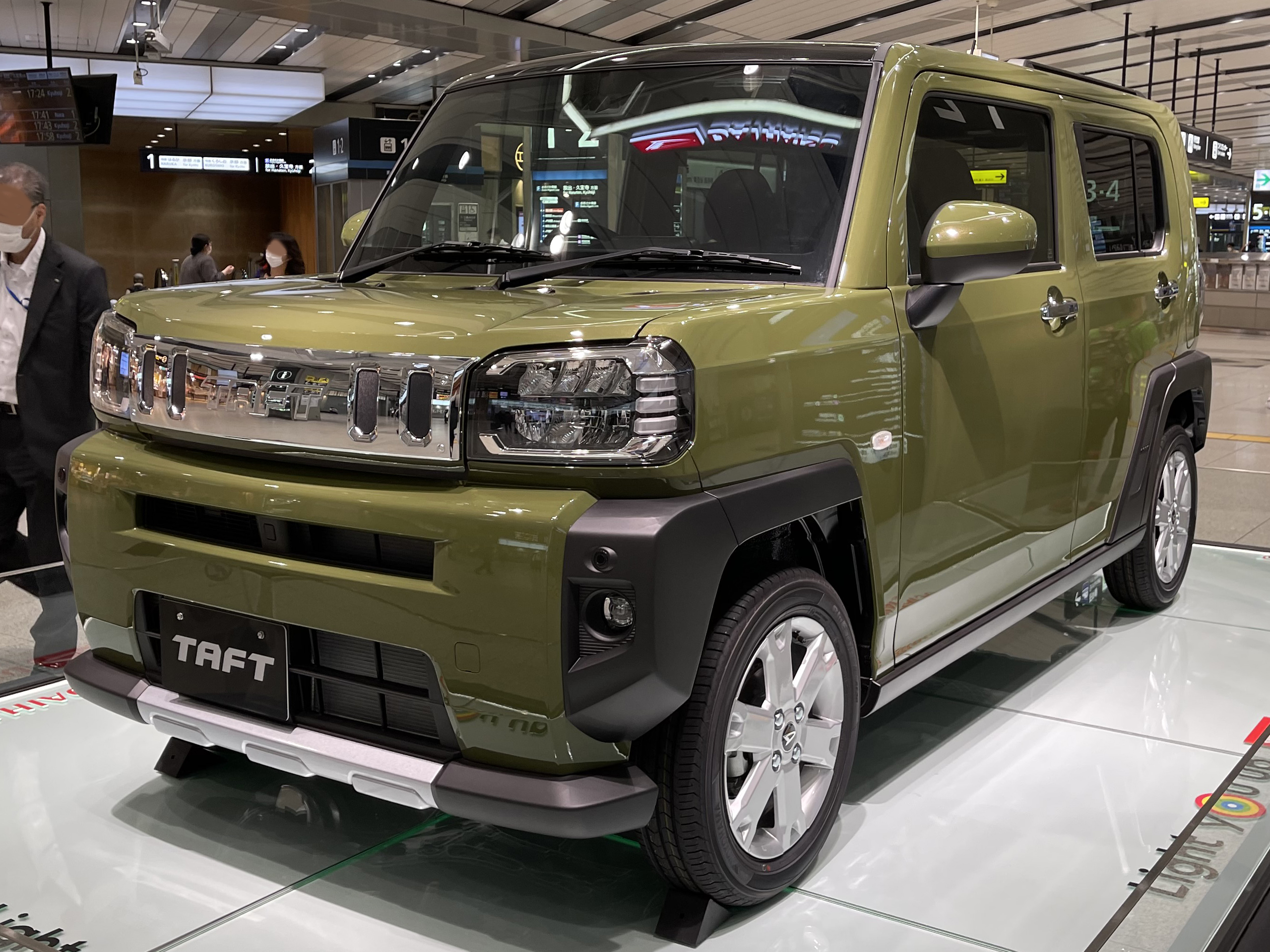
G"クロムベンチャー"（フロント）
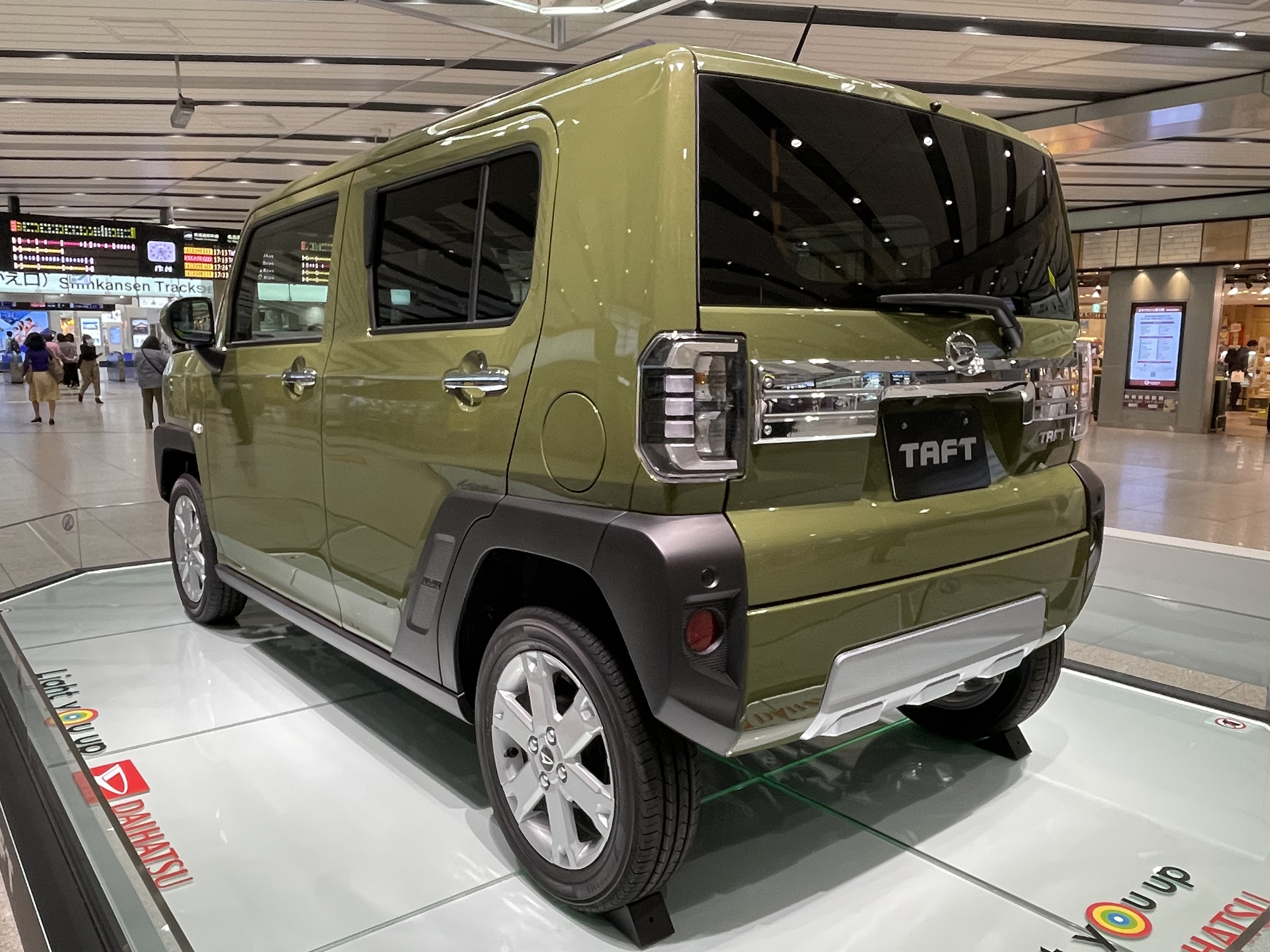
G"クロムベンチャー"（リア）
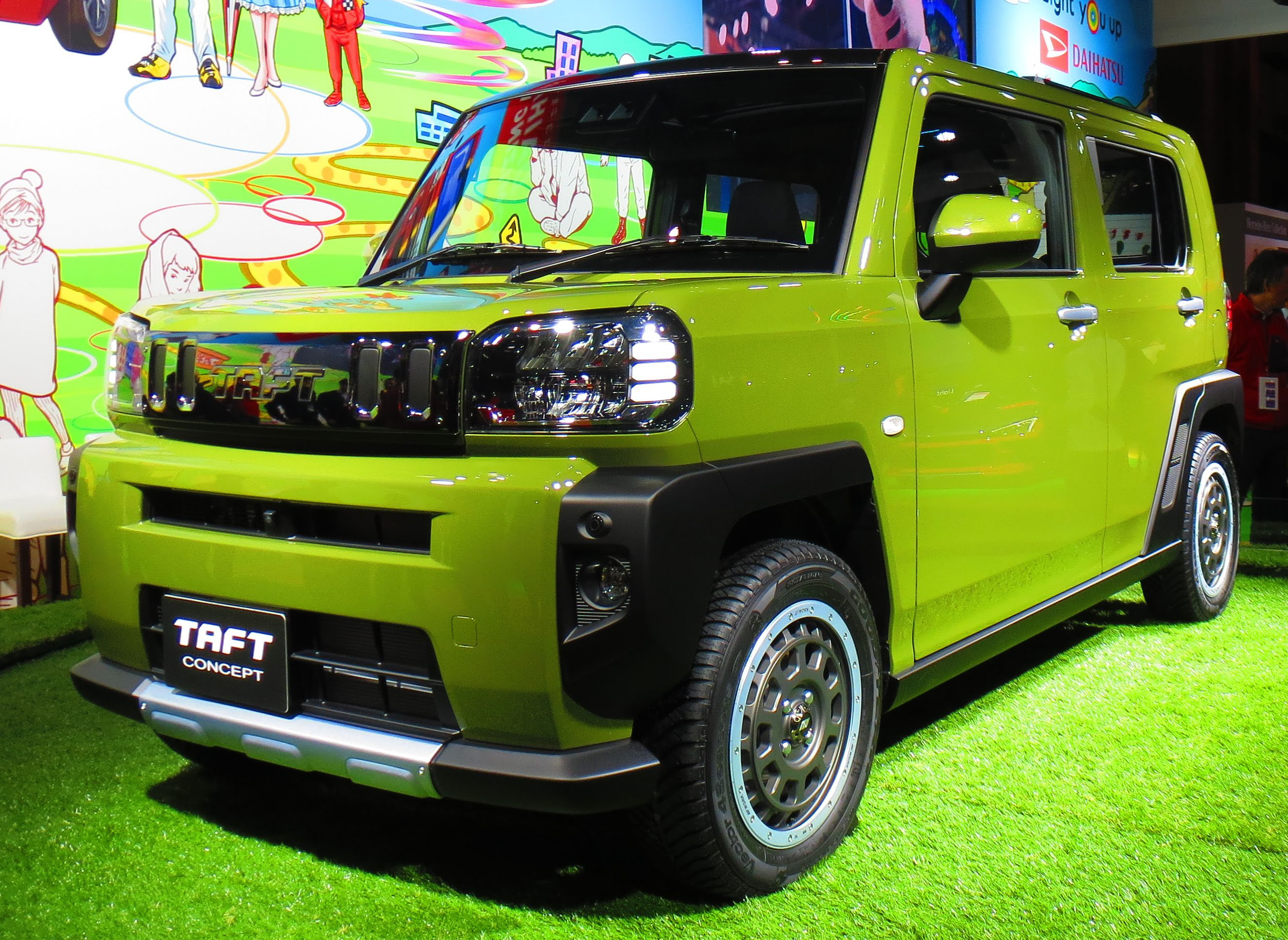
タフト コンセプト 東京オートサロン2020出展車（フロント）
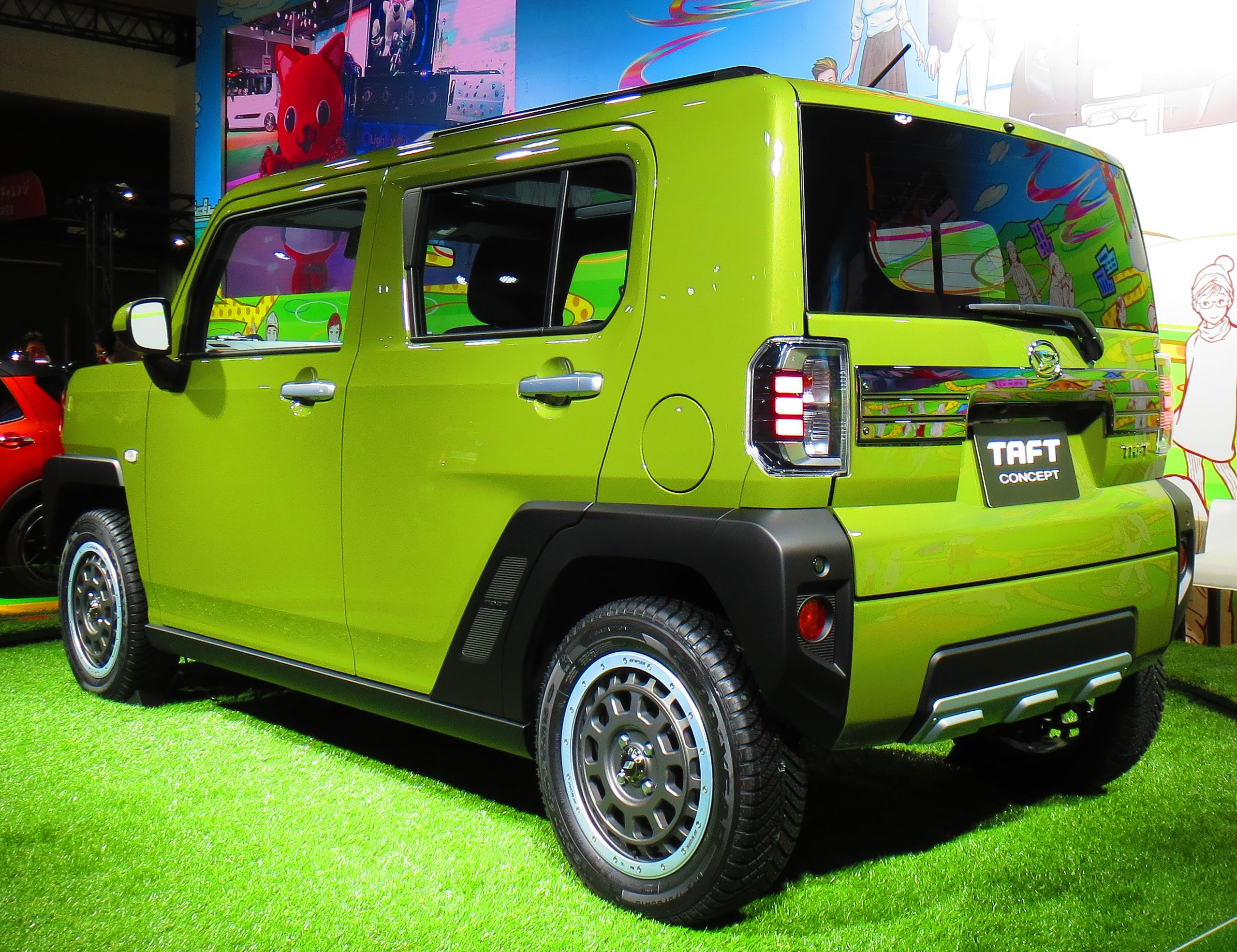
タフト コンセプト 東京オートサロン2020出展車（リア）

## エンジン

### 初代
- FE型 ダイハツ製直4 OHV 1,000ccガソリンエンジン
- 12R-J型 トヨタ製 直4 OHV 1,600ccガソリンエンジン
- DG型 ダイハツ製直4 OHV 2,500cc渦流室式ディーゼルエンジン
- DL型 ダイハツ製直4 OHV 2,800cc渦流室式ディーゼルエンジン

### 3代目
- KF-DE型 ダイハツ製 直列3気筒DOHC 660ccガソリンエンジン
- KF-DET型 ダイハツ製 直列3気筒DOHCインタークーラー付 660ccターボエンジン

## 車名の由来
Tough & Almighty Four-wheel Touring vehicle （粘り強く、あらゆる用途に使用出来る四輪駆動車の意味）の頭文字を取ったもの。
3代目はTough & Almighty Fun Toolの頭文字を取ったもの。
海外名は「ワイルドキャット」。（WILDCAT）